# الدخول في مدار انتقالي قمري

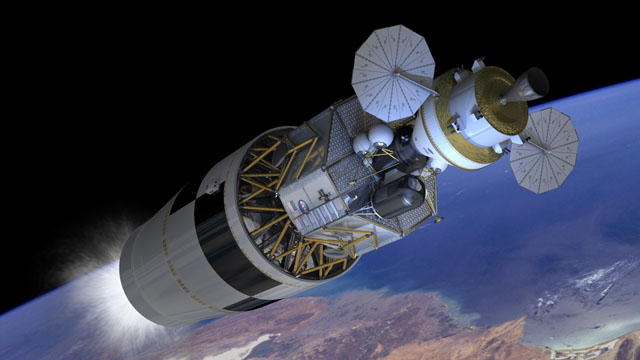

الدخول في مدار انتقالي قمري (تي إل آي) هو مناورة مدارية تُستخدم لوضع مركبة فضائية في مسار يقودها إلى القمر.

## نظرة تاريخية

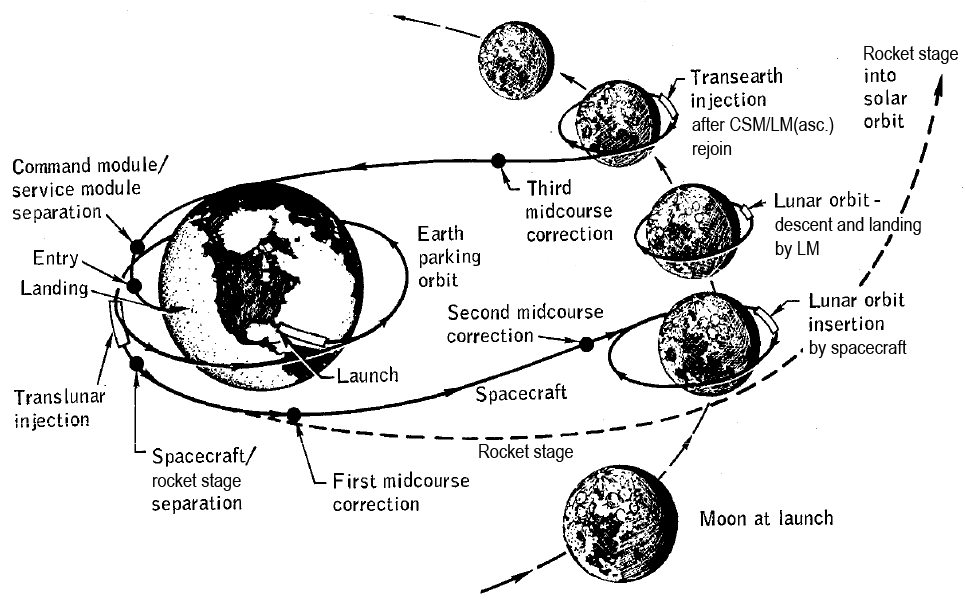
مراحل مهمة الهبوط على القمر أبولو

كان أول مسبار فضائي يحاول الدخول في مدار انتقالي قمري هو مسبار لونا 1 التابع للاتحاد السوفيتي في 2 يناير 1959 الذي صُمم للاصطدام بالقمر. مع ذلك، لم تجرِ المناورة كما كان مخططًا له وفوتت المركبة الفضائية القمر بأكثر من ثلاثة أضعاف نصف قطره لتدخل بعد ذلك في مدار حول الشمس. أجرى مسبار لونا 2 نفس المناورة بدقة أكبر في 12 سبتمبر 1959 واصطدم بالقمر بعد يومين. كرر السوفييت هذا النجاح مع 22 مهمة لونا أخرى و5 مهمات زوند سافرت إلى القمر بين عامي 1959 و1976.
أطلقت الولايات المتحدة أول محاولة اصطدام بسطح القمر، مركبة رينجار 3، في 26 يناير 1962، لكنها فشلت في الوصول إلى القمر. تبع ذلك أول نجاح أمريكي، رينجار 4، في 23 أبريل 1962. انطلقت 27 مهمة أمريكية أخرى إلى القمر من عامي 1962 و1973، بما في ذلك خمس عمليات هبوط ناجحة ضمن برنامج سيرفيور، وخمس مركبات مدارية قمرية مُخصصة للاستطلاع، وتسع مهمات ضمن برنامج أبولو، التي هبطت بالبشر على سطح القمر لأول مرة.
كانت مهمة أبولو 8 أول مهمة بشرية تؤدي مناورة تي إل آي في 21 ديسمبر 1968، ما جعل طاقمها أول من غادر المدار الأرضي المنخفض.
بالنسبة لمهمات أبولو القمرية، نُفذت مناورة تي إل آي باستخدام محرك جاي 2 القابل لإعادة التشغيل في المرحلة الثالثة إس 4 بي لصاروخ ساتورن 5. استمر تشغيل المحرك خلال مناورة تي إل آي نحو 350 ثانية، ما وفر 3.05 إلى 3.25 كيلومتر/ثانية (10000 إلى 10600 قدم/ثانية) من التغيير في السرعة (دلتا في)، وعند هذه النقطة كانت المركبة الفضائية تتحرك بسرعة 10.4 كيلومتر/ثانية تقريبًا (34150 قدم/ثانية) بالنسبة إلى الأرض. رُصدت مركبة أبولو 8 أثناء قيامها بمناورة تي إل آي بشكل مذهل من جزر هاواي في سماء ما قبل الفجر جنوب وايكيكي، وصُورت ونُشرت الصور في الصحف في اليوم التالي. في عام 1969، رُصدت مركبة أبولو 10 أثناء قيامها بمناورة تي إل آي قبل الفجر من كلونكوري، أستراليا. وُصفت المركبة بأنها تشبه مصابيح السيارة الأمامية القادمة من فوق تلة ضبابية، مع ظهور المركبة الفضائية كمذنب لامع بلون أخضر فاتح.
في عام 1990، أطلقت اليابان أول مهمة قمرية لها، باستخدام القمر الصناعي هيتن للتحليق بالقرب من القمر ووضع القمر الصناعي الصغير هاجورومو في مدار حوله. بعد ذلك، اختبرت المركبة مناورة تي إل آي جديدة ذات دلتا في منخفض تستغرق 6 أشهر للوصول إلى القمر (مقارنة بـ 3 أيام لأبولو).
استخدمت مركبة الفضاء الأمريكية كليمنتين عام 1994، المصممة لاختبار تقنيات خفيفة الوزن، مناورة تي إل آي مدتها 3 أسابيع مع التحليق بالقرب من الأرض مرتين خلال الرحلة قبل الدخول في مدار حول القمر.
في عام 1997، أصبح آسياسات 3 أول قمر صناعي تجاري يصل إلى المجال القمري عندما مرّ بالقمر مرتين، بعد تعرضه لإطلاق فاشل، باستخدام طريقة ذات دلتا في منخفض للوصول إلى مداره الجغرافي الثابت (جي تي أوه). مرت المركبة بالقمر من على ارتفاع 6200 كيلومتر عن سطحه.
أصبح القمر الصناعي التكنولوجي الاختباري سمارت 1، التابع لوكالة الفضاء الأوروبية (إيسا)، عام 2003 أول قمر أوروبي يدور حول القمر. بعد إطلاقه في مدار جغرافي ثابت، استخدم محركاته الأيونية العاملة بالطاقة الشمسية لدفعه. نتيجة لمناورة تي إل آي الخاصة به ذات دلتا في المنخفض للغاية، استغرق القمر الصناعي أكثر من 13 شهرًا للدخول في مدار قمري و17 شهرًا للدخول في المدار المطلوب.
أطلقت الصين أول مهمة قمرية لها عام 2007، حين وضعت المركبة الفضائية تشانغ آه 1 في مدار حول القمر. استخدمت المركبة محركاتها عدة مرات لرفع أوج مدارها ببطء للوصول إلى محيط القمر.
في عام 2008، أطلقت الهند مركبة شاندرايان 1 إلى مدار جغرافي ثابت، مثل المركبة الفضائية الصينية، واستخدمت محركاتها عدة مرات لرفع أوج مدارها ببطء للوصول إلى محيط القمر.
استخدمت مركبة الهبوط بيريشيت، التابعة لشركة صناعات الفضاء الإسرائيلية، هذه المناورة عام 2019، لكنها تحطمت على سطح القمر.
في عام 2011، استخدمت أقمار جريل الصناعية التابعة لناسا مسار دلتا في منخفض للوصول إلى القمر، مرورًا بنقطة لاغرانج الأولى الخاصة بالأرض والشمس، واستغرقت أكثر من 3 أشهر.